# Байракский сельский совет (Липоводолинский район)
Байракский сельский совет (укр. Байрацька сільська рада) — входит в состав
Липоводолинского района
Сумской области
Украины.
Административный центр сельского совета находится в
с. Байрак
.

## Населённые пункты совета
- с. Байрак
- с. Долгая Лука
- с. Липовское